# Loudilka (Kozlov)
Loudilka (německy Laudilka) je osada v okrese Jihlava v kraji Vysočina. Nachází se asi 7,8 km východně od centra Jihlavy a asi 5,5 km od okraje jejího zastavěného území. Území osady je rozděleno do dvou katastrálních území – menší, západní část náleží k městysu Luka nad Jihlavou, zatímco část větší, východní, náleží k obci Kozlov. Do roku 2013 byla osada součástí obce Velký Beranov. 
Osadou prochází silnice II/602, která vede kolem dálnice D1 a spojuje Jihlavu s Velkým Meziříčím, Velkou Bíteší a Brnem. Další silnicí, která Loudilkou prochází, je silnice III/4042, která spojuje Loudilku s Otínem a Lukami nad Jihlavou. Tyto silnice tvoří v osadě křižovatku.

## Geografie
Loudilka leží u břehu stejnojmenného potoka, který je pravostranným přítokem Kozlovského potoka. Asi jeden kilometr jihovýchodně od osady se nachází rybník nazývaný Loudilka, kterým potok prochází. Jihovýchodně od Loudilky leží i tři malé nepojmenované rybníky. V okolí Loudilky stojí velké množství osamocených budov tvořících malé samoty, jako je např. osada Trucná.
Nejbližšími obcemi jsou Velký Beranov (1,1 km západně), Kozlov (1,8 km severovýchodně), Luka nad Jihlavou (2,5 km jihovýchodně) a Vysoké Studnice (3,6 km jihovýchodně). Nedaleko jsou též vesnice Otín (1,6 km jihovýchodně) a Jeclov (3,1 km jihozápadně).
V Loudilce je včetně okolních samot registrováno patnáct čísel popisných a nachází se zde asi třicet budov.